# 欧特伊 (瓦兹省)
欧特伊（法語：Auteuil，法語發音：[otœj] ⓘ）是法国瓦兹省的一个市镇，属于博韦区。

## 地理
欧特伊（49°20'29"N, 2°5'13"E）面积11.92 平方千米，位于法国上法蘭西大區瓦兹省，该省份为法国北部内陆省份，北起索姆省，西接厄尔省和滨海塞纳省，南至塞纳-马恩省和瓦兹河谷省，东临埃纳省。
与欧特伊接壤的市镇（或旧市镇、城区）包括：布赖地区贝尔讷伊、弗罗库尔、圣叙尔皮斯、瓦尔当皮埃尔、莱欧塔利康、拉德雷讷。

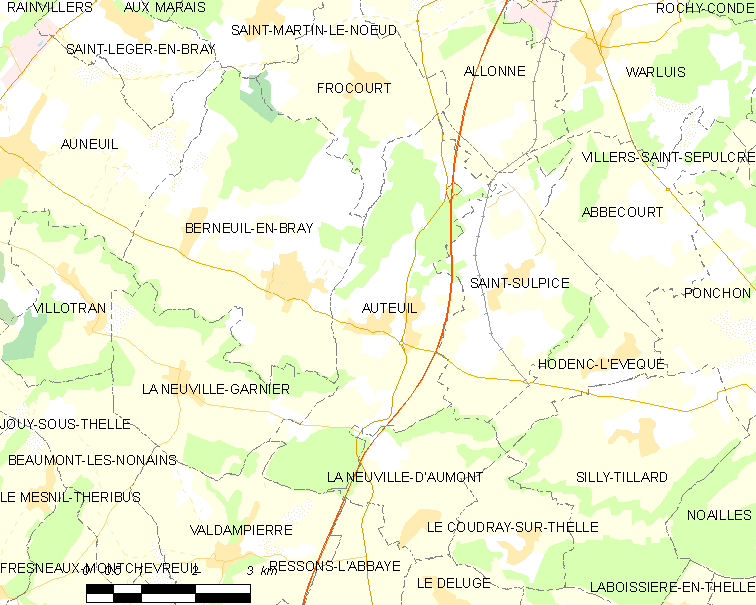
的OSM定位图

欧特伊的时区为UTC+01:00、UTC+02:00（夏令时）。

## 行政
欧特伊的邮政编码为60390，INSEE市镇编码为60030。

## 政治
欧特伊所属的省级选区为博韦第二县。

## 人口

1962-2008年间人口变化图示

欧特伊于2022年1月1日时的人口数量为553人。